# Tell Abd al-Aziz
Tal Abdel Aziz (tiếng Ả Rập: تل عبد العزيز) là một ngôi làng Syria nằm ở phó huyện Sabburah thuộc huyện Salamiyah, Hama. Theo Cục Thống kê Trung ương Syria (CBS), Tal Abdel Aziz có dân số 542 trong cuộc điều tra dân số năm 2004.